# Układ Clipper

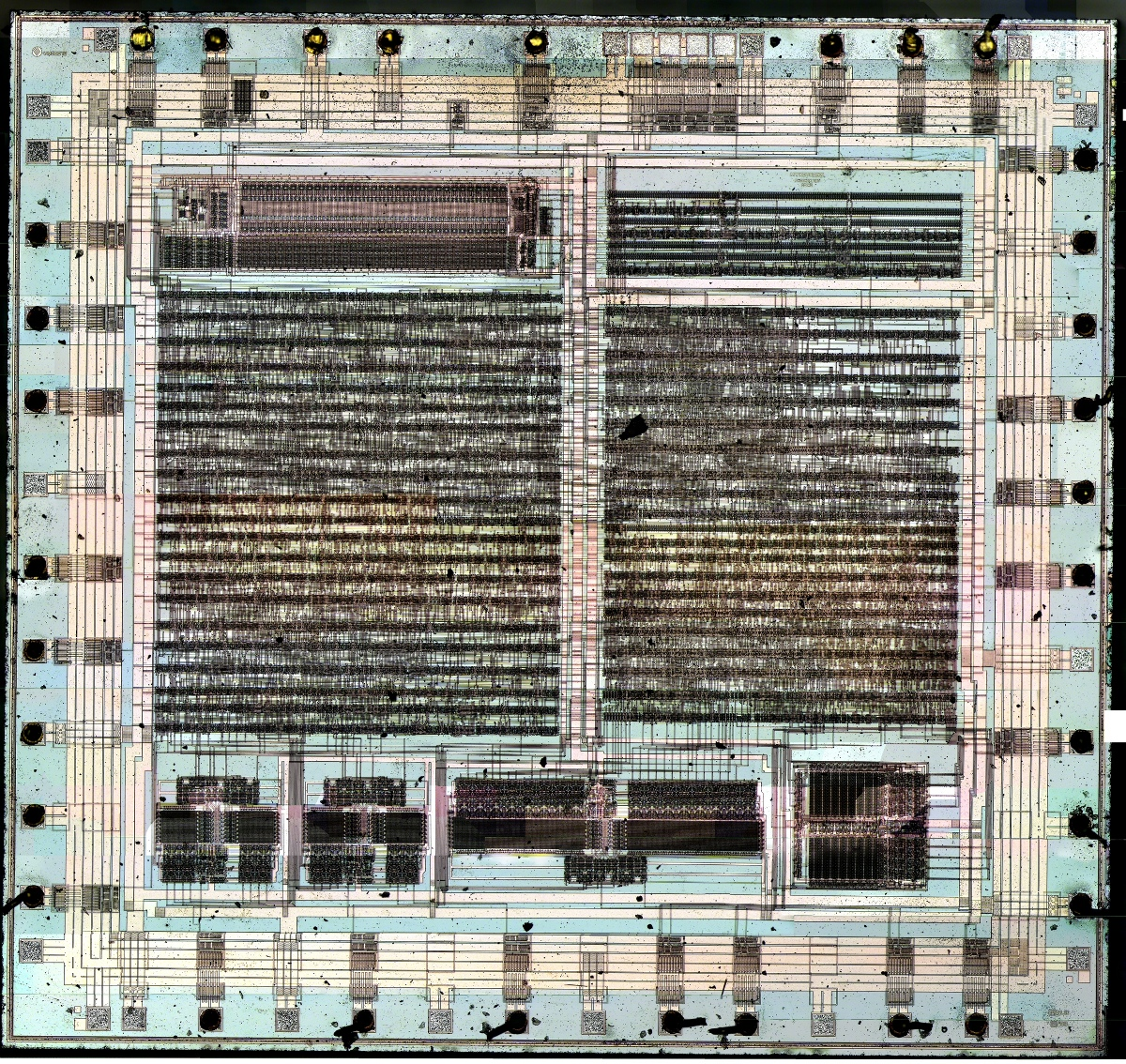
MYK-78

Układ Clipper to ujawnione w roku 1993 urządzenie kryptograficzne, projektowane i rozwijane na potrzeby rządu Stanów Zjednoczonych. Jego celem jest umożliwienie służbom rządowym bezproblemowego odczytywania wszelkich informacji, również tych szyfrowanych, przetwarzanych przez urządzenia telekomunikacyjne.
Układ Clipper został bardzo szybko złamany. Wiadomo było, że zaimplementowano w nim między innymi symetryczny algorytm szyfrowania z kluczem o długości 80 bitów, podobny do DES. Algorytm ten został stworzony przez National Security Agency, jednak złamanie jego idei matematycznej zajęło zaledwie kilka dni. Był także podatny na prosty atak siłowy.
Niepowodzenie pierwszej wersji nie zakończyło całego projektu. Powstały Clipper2 oraz Clipper3.
Idea nieskrępowanego dostępu władz do wszelkiej transmisji została później rozszerzona także o komputery. Wiązało się to z ich rosnącą mocą obliczeniową w stosunku do ceny oraz pojawieniem się silnych algorytmów i PGP. Obecnie możliwości jakie miały dać projekty Clipper zawierają się w pomyśle Trusted Computing.